# Ctenus himalayensis
Ctenus himalayensis är en spindelart som beskrevs av Gravely 1931. Ctenus himalayensis ingår i släktet Ctenus och familjen Ctenidae. Inga underarter finns listade i Catalogue of Life.